# Jean-Pierre Alexandre Dieudé
Jean-Pierre Alexandre Dieudé, né le 27 mars 1743 à Archail (Provence), et mort le 1er avril 1819 à Digne, est un général français de la Révolution et de l’Empire.

## Biographie
Le 12 décembre 1759, il entre dans l'artillerie et sert à l'armée de la Moselle. Il est fait chevalier de Saint-Louis le 2 décembre 1787. Nommé général de brigade le 20 juin 1794, il est mis en retraite en 1795, après avoir été accusé de lâcheté. En 1809, il est rappelé comme gouverneur de la ville d'Anvers. Il est admis à la retraite le 7 juin 1810.
Le 17 janvier 1816, il est nommé grand prévôt du département des Pyrénées-Orientales.